# Vile Nilotic Rites
Vile Nilotic Rites — девятый студийный альбом американской техничной дэт-метал группы Nile, выпущенный на лейбле Nuclear Blast 1 ноября 2019 года. Это единственный альбом группы с басистом/вокалистом Брэдом Пэррисом и первый с гитаристом/вокалистом Брайаном Кингслендом, последний из которых заменил Далласа Толера-Уэйда в 2017 году.

## Творческий процесс, производство альбома, тур
Карл Сандерс, бессменный вокалист и гитарист Nile комментируя «Vile Nilotic Rites» отметил: 
написание и запись альбома были интересной и веселой работой. Теперь, когда мы играем альбом вживую в туре, нам, безусловно, нравится делиться им на сцене с поклонниками металла. «Vile» — запоминающийся альбом с большим разнообразием темпа - от сокрушительного тяжелого до неотразимого среднетемпового грува и взрывного быстрого темпа. На альбоме также есть ползучая, тяжелая злая атмосфера, но с нужным количеством технических деталей, чтобы исполнять в живую, несомненно, было интересно. Тексты песен являются одними из моих любимых, как и мои вокальные партии и партии Брайана и Брэда, а также чрезвычайно брутальная, но со вкусом и приятная барабанная работа Джорджа. «Vile» одна из первых песен, написанная для этого альбома, поэтому мы, конечно, долго ждали, чтобы донести этот трек до поклонников металла».
Карл Сандерс перед выходом альбома также отметил: 
День выхода «Vile Nilotic Rites» — это долгожданная кульминация не только многих лет страстной и самоотверженной работы всех участников, но и стремительное воплощение в жизнь коллективных надежд и ожидания наших фанатов. По правде говоря, день выхода альбома - это также и их день, а не только наш. Фанаты Nile всегда были лояльны и поддерживали нас на протяжении многих лет, и доказывали это даже во время долгого ожидания релизов, пока мы работали над ними. Их вечная металлическая вера и поддержка были постоянным источником вдохновения для нас, чтобы заставить себя сделать этот альбом лучшим. Этот альбом готовился уже давно и вот он наконец готов. Слава всемогущим металлическим богам, «Vile Nilotic Rites» наконец-то здесь».

Барабанщик Джордж Коллиас добавил: 
Я очень взволнован выпуском нашего нового альбома. Это особенный альбом для всех нас, так как каждый участник внес большой вклад в него. Я чувствую, что это олицетворяет командный дух NILE прямо сейчас, и это проявляется и на сцене. Я с нетерпением жду возможности гастролировать и играть эти песни вживую для всех поклонников Nile!»
«Vile Nilotic Rites» был записан и спродюсирован Карлом Сандерсом в Serpent Headed Studios в Гринвиле, Южная Каролина, США. Барабаны были записаны в Esoteron Music Studios в Афинах, Греция. Инженеринг провели Джим Турас и Джордж Доволос. Альбом был смикширован и сведен Марком Льюисом в MRL Studios. Для обложки альбома группа вернулась к художнику Михалу «Xaay» Лоранцу, который работал с группой более 10 лет.
Как и на прежних альбомах, центральная тема песен это Древний Египет.

В 2019 году в поддержку альбома Nile отправилась в тур совместно с американской грайндкор группой Terrorizer, который начался 1 ноября в штате Джорджия и завершился 14 декабря в родном для Nile Гринвилле, Южная Каролина. Сандерс комментировал тур следующими словами:
Группа с нетерпением ждет предстоящего тура Nile/Terrorizer ноябре-декабре 2019 года. Nile и Terrorizer уже прекрасно провели время, гастролируя вместе по Европе в прошлом году, и я не сомневаюсь, что Nile и Terrorizer, гастролируя по Штатам, станут феерическим метал-безумием. Мы в Nile очень воодушевлены этим туром, так как мы сыграем несколько убийственных новых песен с нашего новейшего альбома, а также классические песни Nile. До встречи на гастролях!»

## Оценки и отзывы
Альбом в целом был хорошо принят как критиками, так и фанатами. Остин Вебер в статье "NILE Becomes Reborn Once More Through Vile Nilotic Rites" на Metal Injection отметил, что очень к месту приток того, что можно назвать традиционным в жанре техно-дэт и это играет на альбоме важную роль,а так же фирменные неистовые риффы Nile. Композиции на альбоме являются безусловным и заметным сдвигом в традиционную сторону по сравнению с предыдущими работами. Группа делает все возможное, чтобы сокрушительная тяжесть сочеталась с египетской атмосферой и вообще эпической древней музыкой. На этом альбоме  много полного безумия, которое вскоре станет фаворитом фанатов, например, совершенно безумный разрушительный трек в середине альбома "Snake Pit Mating Frenzy". Nile остается в элите техничного дэт-метала с брутальной, неумолимо быстрой и эпической музыкой. Большинству поклонников, которые уже любят группу, вполне понравятся все 54 минуты «Vile Nilotic Rites».
Сайт MetalSucks назвал альбом хорошим. В частности говорится, что на девятом альбоме заметно влияние нового гитариста Брайана Кингсленда. Утверждается, что группа подошла к написанию песен более демократично. Песни кажутся более концептуальными, чем на последних альбомах. Взаимодействие Сандерса и Кингсленда, как на песне «The Oxford Handbook of Savage Genocidal Warfare», даёт ощущение чего-то хаотичного, злого и нового. Кроме того бэк-вокал Кингсленда хорошо дополняет пертии Сандерса и это звучит, как фирменная "стена хаоса" Nile. «Vile Nilotic Rites» вполне достойный альбом в жанре.
| Оценки критиков  | Оценки критиков |
| Источник         | Оценка          |
| ---------------- | --------------- |
| Blabbermouth.net | 8/10            |
| MetalSucks       | [ 7 ]           |

## Список песен
Слова и музыка всех песен — написаны Карлом Сандерсом.
| №                   | Название                                                                                                | Авторы                            | Длительность |
| ------------------- | --- | --------------------------------- | ------------ |
| 1.                  | «Long Shadows of Dread» (Длинные тени страха)                                                           | Сандерс, Коллиас                  | 4:07         |
| 2.                  | «The Oxford Handbook of Savage Genocidal Warfare» (Оксфордский справочник по жестокой геноцидной войне) | Брайан Кингсленд, Коллиас, Пэррис | 3:09         |
| 3.                  | «Vile Nilotic Rites» (Мерзкие нилотские обряды)                                                         | Сандерс, Коллиас                  | 3:28         |
| 4.                  | «Seven Horns of War» (Семь рогов войны)                                                                 | Сандерс, Коллиас                  | 8:48         |
| 5.                  | «That Which Is Forbidden» (То, что запрещено)                                                           | Коллиас, Кингсленд                | 5:35         |
| 6.                  | «Snake Pit Mating Frenzy» (Змеиная яма брачного безумия)                                                | Коллиас, Кингсленд, Пэррис        | 2:48         |
| 7.                  | «Revel in Their Suffering» (Упиваться их страданиями)                                                   | Коллиас, Кингсленд                | 5:44         |
| 8.                  | «Thus Sayeth the Parasites of the Mind» (Так говорят паразиты ума)                                      | Сандерс, Пэррис                   | 1:42         |
| 9.                  | «Where Is the Wrathful Sky» (Где гневное небо)                                                          | Сандерс, Коллиас, Кингсленд       | 4:40         |
| 10.                 | «The Imperishable Stars Are Sickened» (Нетленные звезды отвратительны)                                  | Сандерс, Коллиас, Кингсленд       | 8:00         |
| 11.                 | «We Are Cursed» (Мы прокляты)                                                                           | Сандерс, Коллиас                  | 6:53         |
| Общая длительность: | Общая длительность:                                                                                     | Общая длительность:               | 54:54        |

## Участники записи
Nile
- Карл Сандерс − гитара, вокал, бас, клавишные, саз
- Джордж Коллиас − барабаны
- Брэд Пэррис — бас, вокал
- Брайан Кингсленд — гитары, вокал

Приглашенные участники
- Майк Бризил — приглашенный вокал
- Джо Весано — дополнительный вокал
- Джейсон Хоэнштайн — дополнительный вокал
- Джошуа Уорд — дополнительный вокал
- Зак Джетер — дополнительный вокал
- Лорен Форестер — дополнительный вокал
- Каел Сандерс — дополнительный вокал
- Хантер Росс — дополнительный вокал
- Уильям Бойд — дополнительный вокал
- Мэтт Арфлин — дополнительный вокал

Производство и дизайн
- Карл Сандерс — продюсирование, дизайн
- Марк Льюис — сведение и мастеринг
- Джим Торас — инженеринг (ударные)
- Джордж Коллиас — инженеринг (ударные)
- Брайан Мунис — инженеринг (помощник)
- Майкл «Xaay» Лоран — обложка, оформление диска

## Чарты
| Chart (2019)                      | Peak position |
| --------------------------------- | ------------- |
| Германия (Offizielle Top 100)     | 54            |
| Испания (PROMUSICAE)              | 94            |
| Шотландия (Scottish Albums Chart) | 72            |